# Clitherall
Clitherall és una població dels Estats Units a l'estat de Minnesota. Segons el cens del 2000 tenia 118 habitants.

## Demografia
Segons el cens del 2000, Clitherall tenia 118 habitants, 51 habitatges, i 32 famílies. La densitat de població era de 227,8 habitants per km².
Dels 51 habitatges en un 23,5% hi vivien nens de menys de 18 anys, en un 58,8% hi vivien parelles casades, en un 2% dones solteres, i en un 35,3% no eren unitats familiars. En el 29,4% dels habitatges hi vivien persones soles el 15,7% de les quals corresponia a persones de 65 anys o més que vivien soles. El nombre mitjà de persones vivint en cada habitatge era de 2,31 i el nombre mitjà de persones que vivien en cada família era de 2,91.
Per edats la població es repartia de la següent manera: un 23,7% tenia menys de 18 anys, un 8,5% entre 18 i 24, un 24,6% entre 25 i 44, un 22% de 45 a 60 i un 21,2% 65 anys o més.
L'edat mediana era de 38 anys. Per cada 100 dones de 18 o més anys hi havia 104,5 homes.
La renda mediana per habitatge era de 26.667 $ i la renda mediana per família de 30.625 $. Els homes tenien una renda mediana de 25.625 $ mentre que les dones 17.813 $. La renda per capita de la població era de 15.113 $. Entorn del 6,5% de les famílies i el 10% de la població estaven per davall del llindar de pobresa.

## Poblacions més properes
El següent diagrama mostra les poblacions més properes.